# Horatio Nelson
Horatio Nelson, 1r Vescomte Nelson, 1r Baró Nelson del Nil, de Burham Thorpe i d'Hilborough (Burnham Thorpe, Norfolk 1758 - Barbate, Andalusia 1805), fou un contraalmirall anglès.

## Infància i joventut
Fill d'un pastor anglicà, en una família moderadament pròspera de Norfolk, va ingressar a la marina l'1 de gener de 1771 per influència del seu oncle matern Maurice Suckling, un oficial naval d'alt rang, com a mariner normal i timoner a bord del HMS Raisonnable de tercera categoria comandat pel seu oncle que comandava el vaixell, i va progressar ràpidament en els rangs, servint amb els millors comandants navals de la seva època abans d'obtenir el seu primer comandament amb vint anys.

## Inicis en la marina
La seva carrera naval començà de fet el 1783 durant la Guerra de la Independència dels Estats Units, en la que fou derrotat en l'Illa Grand Turk. Va guanyar-se una reputació de valor personal i una ferma comprensió de les tàctiques, però va patir períodes de malaltia i quedà en l'atur al final de la Guerra de la Independència dels Estats Units.
Després de fracassar en la carrera política, Nelson, en 1784 va rebre el comandament de la fragata HMS Boreas que va mantenir fins al novembre de 1787. A la reserva i amb mig sou, va intentar persuadir l'Almirallat en va per obtenir un comandament, però hi havia pocs vaixells a la marina en temps de pau.
Nelson va conèixer Frances Nisbet, una jove vídua d'una família de plantacions a l'illa de Nevis, i va desenvolupar afecte per ella, i el seu oncle, John Herbert, li va oferir un gran dot. Tant Herbert com Nisbet van ocultar que les seves famoses riqueses eren una ficció, i Fanny no va revelar que era infèrtil a causa d'una infecció de l'úter. Un cop es van comprometre, Herbert li va oferir a Nelson el dot que havia promès. Nelson i Nisbet es van casar a Montpelier Estate, a l'illa de Nevis, l'11 de març de 1787, poc abans de la finalització del seu servei a el Carib. El matrimoni es va registrar a l'església de Fig Tree a la parròquia de St John a Nevis. Nelson va tornar a Anglaterra al juliol, amb Fanny seguint més tard.

## Les Guerres de la Revolució Francesa
L'esclat de les Guerres de la Revolució Francesa va permetre a Nelson tornar al servei, on va ser especialment actiu a la Mediterrània, incorporant-se amb l'Agamèmnon al maig de 1793 a la flota del vicealmirall William Hotham, arribant a Gibraltar i, amb la intenció d'establir la superioritat naval a la Mediterrània, es va dirigir a Toló on va arribar al juliol per unir-se a la flota de l'almirall Samuel Hood, mentre Toló era controlada per republicans i reialistes moderats, però amenaçada per les forces de la Convenció Nacional, que marxaven cap a la ciutat, ancorant al port al juliol. Sense subministraments i dubtant de la seva capacitat per defensar-se, Hood va negociar la rendició del port i de la flota francesa, desembarcant tropes i subministraments per defensar-la del contraatac republicà francès, i va enviar Nelson a portar despatxos a Sardenya i Nàpols, demanant reforços. A mitjans de setembre es van reunir 2.000 homes i va arribar a Toló el 5 d'octubre, on va trobar que un gran exèrcit francès havia ocupat els turons que envoltaven la ciutat i l'estava bombardejant. Hood encara esperava que la ciutat es pogués retenir si arribaven més reforços, i va enviar Nelson a unir-se a l'esquadró de Robert Linzee que operava a Càller, i en el camí, el 22 d'octubre de 1793 va combatre un esquadró francès però superat en nombre es va retirar i va arribar a Càller el 24 d'octubre i amb Linzee a Tunis el 26 d'octubre. A la seva arribada, Nelson va rebre el comandament d'un petit esquadró format per l'Agamèmnon, tres fragates i un balandre, i li va ordenar bloquejar la guarnició francesa a Còrsega.
La caiguda de Toló a finals de desembre de 1793 va malmetre la posició britànica a la Mediterrània, perquè Hood no havia aconseguit fer les disposicions adequades per a la retirada i 18 vaixells francesos de línia van caure en mans republicanes. La missió de Nelson a Còrsega va adquirir més importància, per proporcionar als britànics una base naval prop de la costa francesa. Hood va reforçar Nelson amb més vaixells el gener de 1794. El paper de Nelson va ser important en la presa de Còrsega en 1794, on va ser ferit i va perdre parcialment la vista d'un ull, i les posteriors funcions diplomàtiques amb els estats italians. El 8 de març de 1795 va arribar a Hotham la notícia que la flota francesa es dirigia cap a Còrsega i es va proposar interceptar-los combatent el 14 de març a la batalla de Gènova en la que els francesos, derrotats, van abandonar el seu pla d'envair Còrsega i van tornar al port.
Amb l'esclat de la Guerra angloespanyola, Nelson va rebre el comandament del HMS Theseus com a vaixell insígnia, i el 27 de maig de 1797 se li va ordenar que s'estigués davant de Cadis vigilant la flota espanyola i esperant l'arribada dels tresors espanyols de les colònies americanes. Va dur a terme un bombardeig i va dirigir un assalt amfibi el 3 de juliol però el bloqueig s'acabà aixecant. Nelson va idear un pla per capturar Santa Cruz de Tenerife amb l'objectiu d'apoderar-se d'una gran quantitat d'espècies del vaixell del tresor Príncipe d'Astúries, que es va informar que havia arribat recentment. El 1797, es va distingir mentre estava al comandament de l'HMS Captain a la batalla del cap de Sant Vicent. Poc després d'aquella batalla, Nelson va participar en la batalla de Santa Cruz de Tenerife, on l'atac va fracassar i va perdre el braç dret, obligant-lo a tornar a Anglaterra per recuperar-se.
L'any següent fou nomenat almirall i va incorporar-se a la campanya britànica al Mediterrani destinat a blocar la flota francesa al setge de Toló. Una tempesta escampà els seus vaixells i Napoleó Bonaparte pogué desembarcar un exèrcit a Egipte. Un cop refeta l'esquadra, Nelson sorprengué i destruí la francesa a la batalla del Nil l'1 d'agost de 1798, restablint el domini naval britànic al Mediterrani i es va quedar a la Mediterrània per donar suport al Regne de Nàpols des de la seva base a Palerm contra una invasió francesa amb el Setge de Malta, que es rendí el 4 de setembre de 1800. el fillastre d'Emma, acompanyat d'Horatio Nelson, va visitar Sir William, l'ambaixador britànic al Regne de Nàpols i la seva dona Lady Hamilton a Nàpols, i l'Emma i l'almirall es van enamorar durant aquesta estada en terres napolitanes.

## Primera Batalla de Copenhaguen
Nelson va arribar a Londres el 9 de novembre de 1800 i poc després de la seva arribada a Anglaterra va ser nomenat segon al comandament de la Flota del Canal, sota Lord John Jervis i va ser ascendit a vicealmirall l'1 de gener de 1801. Lady Hamilton i Nelson van mantenir relacions íntimes malgrat Sir William Hamilton n'estava al corrent, sense voler-hi interferir. L'Emma va dur al món la primera filla de Nelson, a Londres, el 31 de gener de 1801, i la va anomenar Horatia.
El març de 1801 rebé el comandament d'un estol que s'uní al de l'almirall Sir Hyde Parker per combatre la Segona Lliga de la Neutralitat Armada de Dinamarca, Suècia, Rússia i Prússia. Nelson atacà i destruí la flota danesa a la Primera Batalla de Copenhaguen l'abril del 1801, i la coalició que impedia l'accés britànic al Mar del Nord es desfeu immediatament.
A França, Napoleó acumulava forces per envair la Gran Bretanya. Després d'un breu període a Londres, on va tornar a visitar els Hamilton, Nelson va rebre l'encàrrec de defensar el Canal de la Mànega per evitar la invasió, i va passar l'estiu de 1801 reconeixent la costa francesa, però a part d'un atac fallit a Boulogne a l'agost, va veure poca acció. L'1 d'octubre, es va signar el Tractat d'Amiens entre els britànics i els francesos per posar punt final a la guerra de la Segona Coalició, i Nelson, amb una salut deficient de nou, es va retirar una vegada més a Gran Bretanya, on es va quedar amb Sir William i Lady Hamilton. El 30 d'octubre, Nelson va parlar en suport del govern Addington a la Cambra dels Lords, i després, va fer visites periòdiques per assistir a les sessions.

## Batalla de Trafalgar
El 1803 fou nomenat almirall de la flota anglesa a la Mediterrània, en el moment que Napoleó preparava la invasió de les illes Britàniques. Napoleó volia allunyar la flota anglesa d'Europa per obrir-se camí per a la invasió distraient la marina anglesa mentre la infanteria francesa s'agrupava a Boulogne-sur-Mer a prop del pas de Calais a l'espera de transport marítim, i per això l'esquadra francesa s'uniria amb l'espanyola atacant les possessions angleses del Carib.
Nelson va rebre el HMS Victory com a vaixell insígnia a Portsmouth, on va rebre ordres de navegar cap a Malta i prendre el comandament d'un esquadró allí, abans d'unir-se al bloqueig de Toló, on va arribar el juliol i va passar any i mig. Va ser ascendit a vicealmirall el 23 d'abril de 1804. El gener de 1805, la flota francesa, sota el comandament de l'almirall Pierre-Charles Villeneuve, va esquivar el bloqueig britànic i va escapar de Toló. Nelson va marxar en la seva persecució, però els francesos van tornar a Toló. Villeneuve va aconseguir escapar per segona vegada a l'abril, i aquesta vegada, va aconseguir travessar l'estret de Gibraltar amb destinació a les Antilles. Nelson el va perseguir, però en arribar al Carib el juny va buscar-lo infructuosament. Villeneuve havia recorregut breument les illes, abans de tornar a Europa i fou interceptat per la flota britànica de Robert Calder, qui avisat del retorn de la flota de Villeneuve, va aixecar el setge sobre els ports de Rochefort i Ferrol, combatent al cap Finisterre i arribant a Ferrol amb pèrdues menors. Nelson va tornar a Gibraltar a finals de juliol, i d'allà va viatjar a Anglaterra, consternat per no haver portat els francesos a la batalla i on a la seva sorpresa, va rebre una rebuda entusiasta de la multitud que s'havia reunit per veure la seva arribada sent felicitat per salvar les Índies Occidentals d'una invasió francesa.
Villeneuve es dirigí al port de la Corunya, on arribà l'1 d'agost, amb la intenció de reparar els seus vaixells. Desobeint les ordres de Napoleó, que el manaven dirigir-se a Brest i Boulogne-sur-Mer, navegà cap al sud i es refugià al port de Cadis, on arribà el 21 d'agost. La flota combinada tornà aviat i es refugià a Cadis, on fou assetjada per Nelson. Al setembre Napoleó va ordenar a Villeneuve navegar a Nàpols per alleugerir el Mediterrani de la fustigació dels bucs anglesos, però no va obeir aquesta ordre, romanent en port. A mitjan octubre, coneixent les intencions de Napoleó de substituir-lo i enviar-lo a París per demanar-l'hi comptes per les seves accions, es va avançar a l'arribada del seu reemplaçament i va partir de Cadis amb la flota combinada el 18 d'octubre i el 21 d'octubre de 1805 la seva flota fou destruïda per l'esquadra anglesa a la batalla de Trafalgar, donant a la Gran Bretanya la possibilitat de contrarestar el domini francès a l'Europa continental mitjançant el domini dels mars. Ferit greument durant el combat, Nelson morí al pont del seu vaixell.

## Homenatges
Quatre lleons esculpits per Edwin Henry Landseer envolten una columna rematada amb la seva figura a Trafalgar Square, Londres.

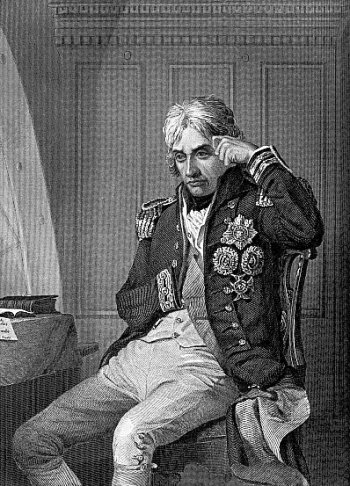
Lord Nelson

Una estratègica illa de la Badia d'Abu Qir passà a ser coneguda com a Illa Nelson després de la batalla del Nil.